# Pronephrium triphyllum
Pronephrium triphyllum är en kärrbräkenväxtart som först beskrevs av Olof Peter Swartz, och fick sitt nu gällande namn av Holtt. Pronephrium triphyllum ingår i släktet Pronephrium och familjen Thelypteridaceae. Inga underarter finns listade.